# Alkmajon iz Krotona
Alkmajon iz Krotona [Ἀλκμαίων ὁ Κροτωνιάτης], 5. stol. pr. n. št., velja za enega najbolj uglednih antičnih filozofov in medicinskih teoretikov. Imenovan je bil kot "mislec precejšne izvirnosti in eden največjih filozofov, naravoslovcev in nevroznanstvenikov vseh časov". Izjemno je tudi njegovo delo s področja biologije.

## Življenje
Alkmajon je bil sin Peritija in po nekaterih domnevah Pitagorov učenec. Rodil naj bi se okoli leta 510 pr. n. št. Čeprav je pisal predvsem o medicinskih temah, obstaja nekaj predlogov, da je bil filozof in ne zgolj zdravnik. Vadil je tudi astrologijo in meteorologijo. O njegovem življenju ne vemo ničesar drugega.

## Dela
V času Alkmajona je bila najslavnejša medicinska šola v Veliki Grčiji (Magna Graecia), na območju današnje južne Italije s Sicilijo. Tam so znanstveno in eksperimentalno raziskovali bolezni. Alkmajon je bil znan kot pionir seciranja človeškega telesa in je kot prvi odkril Evstahijevo cev, ki povezuje žrelo s srednjim ušesom. S preučevanjem bolezni je prišel do zaključka, da je zdravje stanje, ko so štirje življenjski sokovi (kri, rumeni žolč, črni žolč in sluz) v ravnovesju. Bolezen nastopi, ko pride do problemov v okolju, s prehrano ali življenjskim slogom. Trdil je, da zdravje prinaša ravnovesje med skrajnimi stanji kot so suho in mokro, vroče in hladno, ter kislo in sladko, neravnovesje med temi pa je vzrok, da zbolimo. Ta smer medicine se imenuje humoralna medicina in kasneje so po njegovih odkritjih napisali knjigo O naravi. Izdal je še veliko drugih medicinskih in filozofskih knjig, katerih dele so v svojih knjigah uporabili tudi Klavdij Galen, Plutarh in Stobaj. Žal ta dela niso ohranjena. Ohranjeni pa so njegovi izreki kot so: »Zemlja je mati vseh rastlin, njihov oče pa je sonce.« in: »Izkušnje so začetek učenja.« Bil je tudi prvi, ki je napisal basen, literarno izmišljeno delo, ki govori o živalih. Nobeno njegovo delo ali delo, ki ga opisuje, ni prevedeno v slovenščino.

### Študija čutov
Kalkidov komentar o Platonovem Timaju hvali Alkmajona (kot tudi Kalistenija in Herofila) in njihovo delo O naravi očesa. Omenil je, da je Alkmajon odstranil živalsko oko, da je lahko preučeval optični živec. Vendar ni dokazov, da je Alkmajon sam seciral oko ali lobanjo. Na podlagi tega in bolj osnovnih opazovanj je Alkmajon opisal vse čute, razen dotika. Te opazke so pripomogle k študiju medicine, saj so vzpostavile povezavo med možgani in čutnimi organi, povzele poti optičnih živcev, kot tudi navedle, da so možgani organ misli. Prav tako je navedel, da oko vsebuje tako ogenj, kot vodo in da vidimo, ko so nekaj videnega odsevana od bleščečega in prozornega dela očesa. Mnogi strokovnjaki verjamejo, da se je Platon opiral na Alkmajonovo delo, ko je v Fajdonu pisal o čutih in kako mi oziroma živali razmišljamo. 

### Ostale študije
Alkmajon je dejal, da spanje nastopi s pojavom bledice, kar so od njega prevzeli kasneje Hipokratski avtorji in Aristotel. Drugi del te njegove trditve je, če kri iz žil izteče za vedno, se pojavi smrt. Govoril je tudi o embriologiji, razvoju otroka in analogiji z živalmi in rastlinami o človeški fiziologiji. Ker imamo malo dokazov je sporno, v kolikšni meri je Alkmajona mogoče obravnavati kot kozmologa pred Sokratom, če sploh.

### Grške teorije o osnovnem spoznanju: od Alkmajona do Aristotla
O razmišljanju starogrških filozofov na področju osnovnih spoznanj in učenja je dublinski profesor John Isaac Beare napisal zbirko misli Alkmajona, Empedokleja, Demokrita, Anaksagore, Diogena iz Apolonije, Platona, in Aristotla, na področju petih čutov in zdravega razuma. Knjiga je dokaj obsežna, s 380 stranmi povzame poglede starogrških filozofov na podano temo, ki jo je s svojo študijo čutov načel Alkmajon iz Krotona. 

### Nesmrtnost duše
Alkmajonovo razmišljanje v tej smeri je za njim nadaljeval še Platon, zato je ponekod težko ločiti misli enega in drugega. Osnovna ideja teorije primerja dušo z nebeškimi telesi. Pravi, da je duša božanska in ker je vedno v gibanju, je nesmrtna. Alkmajon je mislil, da se duša samostojno premika v vztrajajočem gibanju. Argumentiral je, da je duša vzrok za gibanje ljudi in živali, zato se more tudi sama premikati, saj se tisto, kar premika druge stvari, mora tudi samo premikati. Rekel naj bi tudi: "Človeška bitja propadejo, ker se ne morejo pridružiti začetku." Na prvi pogled se zdi, da je ta trditev v nasprotju z Alkmajonovim prepričanjem. Vendar se zdi verjetno, da je Alkmajon razlikoval med ljudmi kot posameznimi telesi, ki propadajo in kot duše, ki ne propadejo (Barnes 1982, 115). Ne vemo kaj je Alkmajon mislil, da se z dušo zgodi po smrti. Ali je verjel v reinkarnacijo, kot Pitagorejci? Noben antični vir ne povezuje Alkmajona z reinkarnacijo in njegova ostra razlika med živalmi in ljudmi lahko nakazuje, da v to ni verjel (Guthrie 1962: 354). Morda je mislil, da se je duša pridružila drugim božanskim bitjem v nebesih. Točka Fragmenta 2 je lahko, da ker nebesna telesa svoje kroge povezujejo s svojimi začetki s krožnimi gibi, se ljudje ne morejo pridružiti svojemu koncu v starosti do začetka v otroštvu, tj. človeško življenje nima ciklične strukture. Morda celo domnevamo, da duša poskuša takšno strukturo namesti na telo iz lastnega krožnega gibanja, vendar na koncu ne uspe.

## Je bil Pitagorejec?
Nekateri pravijo, da je bil Alkmajon Pitagorov učenec, čeprav obstajajo dvomi, saj ga je Aristotel kasneje opisal kot Pitagorovega sodobnika in od leta 1950 dalje velja splošen dogovor, da sta Alkmajon in Pitagora neodvisna drug od drugega. 
Alkmajon je bil prepričan, da je človeška duša nesmrtna in je del božje narave in da kot telo v nebesih ohranja gibanje. Primerjal je tudi večno obliko Lune s čolnom. Vse njegove teorije temeljijo na podlagi fizike in medicine, ali pa izhajajo iz jonske šole (predsokraska doba), zato ga Aristotel umešča med prve medicinske znanstvenike, raje kot med pitagorejce.

## V slovenščini
Alkmajona lahko zasledimo le v dveh delih prevedenih v slovenščino; Fragmenti predsokratikov s. 471 - 485 in Življenja in misli znamenitih filozofov, 1. del s. 514. Slednja knjiga trdi, da je Alkmajon res bil učenec Pitagore. Omeni njegovo teorijo o nesmrtnosti duše: "Trdil je, da je duša nesmrtna in se nenehno giblje, tako kot sonce."
V Fragmentih predsokratikov so prevedeni izseki njegovih del, prav tako kot tudi v stari grščini. Najdemo izseke iz njegovih del Življenje in nauk, ki govori o tem, da vse na svetu pride v parih, da je kot prvi opredelil razliko med človekom in živalmi in izsek iz njegovega dela O naravi. Ta govori o tem, kaj povzroči bolezen in da je zdravje posledica ravnovesja.